# Urtyn duu
Urtyn duu (mong. уртын дуу, wym. /ʊrtʰiŋ tʊː/, dosł. „długa pieśń”; chiń. trad. 長調; pinyin zhǎng diào) – tradycyjna, liryczna pieśń mongolska, o szerokiej skali – obejmująca trzy oktawy, charakteryzująca się długą, ciągłą linią melodyczną, ozdobioną rytmicznymi wariacjami, licznymi melizmatami i swobodną formą kompozycyjną. Śpiewana w zachodniej Mongolii przy akompaniamencie chordofonu morin chuur lub fletu limb, a we wschodniej a capella lub przy akompaniamencie igilu. Wykonywana podczas ważnych uroczystości i świąt, z okazji ślubów, otwarcia nowego domu, narodzin dziecka czy znakowania źrebiąt, oraz podczas festiwalu naadam.
W 2005 roku urtyn duu została proklamowana arcydziełem ustnego i niematerialnego dziedzictwa ludzkości, a w 2008 roku wpisana na listę niematerialnego dziedzictwa UNESCO.

## Opis
W tradycyjnej muzyce mongolskiej wyróżnia się dwie charakterystyczne formy pieśni: urtyn duu – pieśń długą i bogin duu – pieśń krótką. 
Urtyn duu znane jest od dwóch tysięcy lat, a pierwsze wzmianki pisemne o tej pieśni pojawiły się w dokumentach z XIII wieku. Urtyn duu wykonywana podczas ważnych uroczystości i świąt, z okazji ślubów, otwarcia nowego domu, narodzin dziecka czy znakowania źrebiąt, oraz podczas festiwalu naadam. Teksty urtyn duu przekazują treści filozoficzne i religijne, wychwalają przyrodę lub opowiadają historie lokalnych herosów. Pieśni bogin duu są wykonywane przy okazjach nieformalnych, a teksty są improwizowane i dostosowywane w zależności od okoliczności. Według Mongołów długość i charakter pieśni odzwierciedla topografię terenu, na którym żyją poszczególne grupy etniczne.     
Urtyn duu ma trzy formy: przedłużoną (ajdzam), ogólną (tügeemel) i skróconą (besreg): 
- Pieśń przedłużona (ajdzam urtyn duu) – popularna wśród grup zamieszkujących wschodnią Mongolię, m.in. Chałchasów, charakteryzuje się bogatym zdobnictwem, zastosowaniem falsetu (szuranchaj), wolnym rytmem, szczególnie długim przeciąganiem fraz muzycznych i dźwięków na sylabach[1]. Przy wykonywaniu pieśni przedłużonej bogata forma z licznymi melizmatami góruje nad treścią, a śpiewacy często uciekają się do starej wymowy, która pozwala na interpolację sylab, by zachować płynność melodii[1]. Śpiewacy stosują również aliterację pierwszego wersu charakterystyczną dla poezji mongolskiej[1]. Podczas śpiewania ruchy ciała i mimika są ograniczone[1]. Pieśń przedłużona śpiewana jest przy akompaniamencie chordofonu morin chuur[5].
- Pieśń ogólna (tügeemel urtyn duu) – forma pośrednia pomiędzy pieśnią przedłużoną a skróconą, wykonywana przy okazjach nieformalnych, np. podczas pędzenia bydła po stepie[6].
- Pieśń skrócona (besreg urtyn duu) – popularna wśród grup zamieszkujących zachodnią Mongolię i Mongołów w autonomicznym regionie Sinciang w północnych Chinach, charakteryzuje się ograniczoną ornamentyką i prostszą strukturą, przez co tekst pieśni jest lepiej słyszalny zastosowaniem[6]. Śpiewacy stosują puste sylaby i wykrzykniki[6]. Pieśń skrócona śpiewana jest z reguły a capella[5].

Poszczególne grupy etniczne wypracowały własny styl urtyn duu i własny, charakterystyczny repertuar. W okresie socjalizmu władze wypromowały styl Chałchasów jako narodowy, przejmując chałchaskie urtyn duu na określenie wystandaryzowanej formy narodowej. Derbeci z ajmaku uwskiego mają „Niebieska Księgę Pieśni Derbetów” (Dörwöd Dyyny Chöch Dewter) – zbiór 360 pieśni. Nauka śpiewu urtyn duu odbywa się przez naśladowanie. Dzieci przysłuchują się śpiewającym rodzicom i krewnym, przy czym muszą zademonstrować swój talent samodzielnie wykonując pieśń, np. wśród Chałchasów pieśń gijngoo dziecięcych dżokejów w wyścigach konnych. Tak zaczynała m.in. śpiewaczka urtyn duu Namdżilyn Norowbandzad. Tradycyjnie, w pre-socjalistycznej Mongolii, kobietom zabraniano śpiewu chöömej, ale mogły wykonywać urtyn duu, lecz tylko te o mniejszym znaczeniu.  
Współcześnie urbanizacja i industrializacja wypierają tradycyjny koczowniczy styl życia, prowadząc do zamierania wielu tradycji i zwyczajów z nim związanych. Repertuar urtyn duu kurczy się. W 2005 roku urtyn duu została proklamowana Arcydziełem Ustnego i Niematerialnego Dziedzictwa Ludzkości, a w 2008 roku wpisana na listę niematerialnego dziedzictwa UNESCO.